# Frank Lloyd
Frank William George Lloyd (ur. 2 lutego 1886 w Glasgow; zm. 10 sierpnia 1960 w Santa Monica) – brytyjsko-amerykański reżyser, scenarzysta i producent filmowy, a we wczesnej młodości także aktor. Był także członkiem założycielem Amerykańskiej Akademii Sztuki i Wiedzy Filmowej.

## Osiągnięcia
Jeden z czołowych hollywoodzkich twórców filmowych lat 20. i 30. XX wieku. Dwukrotny laureat Oscara dla najlepszego reżysera; w 1930 za film Królowa bez korony (1929) i w 1934 za film Kawalkada (1933). W 1936 otrzymał jeszcze nominację do tej nagrody za reżyserię filmu Bunt na Bounty (1935). Filmy Kawalkada i Bunt na Bounty zdobyły Oscara dla najlepszego filmu roku (w 1934 i 1936).

## Wybrana filmografia

### reżyser
W trakcie swej ponad 40-letniej kariery wyreżyserował łącznie 135 produkcji krótko- i pełnometrażowych.

#### krótkometrażowe
- 1914: The Law of His Kind; The Mexican's Last Raid; A Prince of Bavaria; As the Wind Blows; The Vagabond; The Link That Binds; The Chorus Girl's Thanksgiving; Traffic in Babies; A Page from Life
- 1915: Pawns of Fate (czas: 20'); The Temptation of Edwin Swayne; Wolves of Society (20'); His Last Serenade; Martin Lowe, Financier; An Arrangement with Fate; To Redeem an Oath; The Bay of Seven Isles; His Last Trick; The Pinch; His Captive; Life's Furrow; When the Spider Tore Loose; Nature's Triumph; The Prophet of the Hills; $100,000; The Little Girl of the Attic; The Toll of Youth; Fate's Alibi; Trickery; Their Golden Wedding; From the Shadows; Little Mr. Fixer; Eleven to One; Billie's Baby; Martin Lowe, Fixer; For His Superior's Honor; According to Value; Paternal Love; The Source of Happiness; In the Grasp of the Law; A Double Deal in Pork; Dr. Mason's Temptation
- 1918: His Extra Bit (10'); William Farnum in a Liberty Loan Appeal; United States Fourth Liberty Loan Drive (10')
- 1944: Air Pattern - Pacific (wojenna kronika filmowa)
- 1945: The Last Bomb (dokument: 35').

#### pełnometrażowe
- 1915: The Gentleman from Indiana (czas: 50'); Jane (50'); The Reform Candidate; To Redeem a Value; 10,000 Dollars
- 1916: The Tongues of Men; The Call of the Cumberlands (62'); Madame la Presidente (50'); The Code of Marcia Gray (50'); David Garrick (50'); The Making of Maddalena; An International Marriage (50'); The Stronger Love (50'); Intryga (50'); Grzechy jej rodzica; The World and the Woman (66')
- 1917: The Price of Silence (50'); Opowieść o dwóch miastach (70'); American Methods (60'); When a Man Sees Red; Nędznicy (100'); Serce lwa (70'); The Kingdom of Love
- 1918: The Kingdom of Love; Prawdziwy błękit (60'); Riders of the Purple Sage (57'); The Rainbow Trail (60'); For Freedom (60')
- 1919: The Man Hunter (60'); Pitfalls of a Big City (60'); Świat jest kobietą (70'); Miłości Letty (50')
- 1920: Kobieta w pokoju 13; The Silver Horde (70'); Madame X (70'); The Great Lover (60')
- 1921: A Tale of Two Worlds (70'); Roads of Destiny (50'); A Voice in the Dark (50'); The Invisible Power (70'); The Grim Comedian (60'); The Man from Lost River (60')
- 1922: The Eternal Flame (96'); The Sin Flood (70'); Oliver Twist (98')
- 1923: The Voice from the Minaret (70'); Within the Law (105'); Ashes of Vengeance (111'); Black Oxen (80')
- 1924: Morski jastrząb (123'); The Silent Watcher (80')
- 1925: Sekret jej męża (70'); Winds of Chance (122'); The Splendid Road (80')
- 1926: The Wise Guy (69'); Morski orzeł (80')
- 1927: Dzieci rozwodu (70')
- 1928: Nieśmiertelna miłość (80'); Adoration (73'); Królowa bez korony (99')
- 1929: Weary River (86'); Drag (85'); Mroczne ulice (60'); Young Nowheres (65')
- 1930: Son of the Gods (93'); The Way of All Men (69'); The Lash (77)
- 1931: The Right of Way (68'); Bunt młodości (102'); The Age for Love (81')
- 1932: A Passport to Hell (75')
- 1933: Kawalkada (112'); Berkeley Square (88'); Hopla! (85')
- 1934: Servants' Entrance (88')
- 1935: Bunt na Bounty (132')
- 1936: Pod dwiema flagami (112')
- 1937: Czarownica z Salem (86'); Mocni ludzie (97')
- 1938: Żebrak w purpurze (101')
- 1939: Władcy morza (97')
- 1940: Howardowie z Wirginii (116')
- 1941: Dama z Cheyenne (88'); This Woman Is Mine (92')
- 1943: Forever and a Day (104')
- 1945: Krew na słońcu (94')
- 1954: The Shanghai Story (90')
- 1955: The Last Command (110').

### aktor
W trakcie swej krótkiej, zaledwie 4-letniej kariery aktorskiej, łącznie wystąpił w 63 produkcjach krótko- i pełnometrażowych.

#### krótkometrażowe
- 1913: The Foreman of the Jury (czas: 11'); The Firebugs (22'); Shadows of Life (obyczajowy); The She Wolf (30'); Captain Kidd (30'); The Madonna of the Slums (20'); Under the Black Flag (przygodowy); Piraci (33')
- 1914: The Deadline (11'); For the Freedom of Cuba (22'); One of the Bravest (wojenny); The Law of His Kind (obyczajowy); Captain Jenny, S.A. (32'); By Radium's Rays (22'); The Mexican's Last Raid (western); Won in the Clouds (obyczajowy); Dangers of the Veldt (przygodowy); The Test (obyczajowy); On Suspicion (komedia); Stolen Glory (obyczajowy); The Feud (obyczajowy); On the Verge of War (obyczajowy); The Woman in Black (obyczajowy); On the Rio Grande (western); Prowlers of the Wild (obyczajowy); The Sob Sister (obyczajowy); Circle 17 (obyczajowy); Through the Flames (obyczajowy); A Prince of Bavaria (komedia); As the Wind Blows (obyczajowy); Kid Regan's Hands (obyczajowy); The Vagabond (obyczajowy); The Link That Binds (obyczajowy); The Chorus Girl's Thanksgiving; Traffic in Babies (komedia); A Page from Life (obyczajowy)
- 1915: Pawns of Fate (20'); The Temptation of Edwin Swayne (obyczajowy); Wolves of Society (20'); His Last Serenade (obyczajowy); Martin Lowe, Financier (obyczajowy); An Arrangement with Fate (obyczajowy); To Redeem an Oath (obyczajowy); The Bay of Seven Isles (melodramat); The Pinch (obyczajowy); His Captive (obyczajowy); When the Spider Tore Loose (obyczajowy); Nature's Triumph (obyczajowy); The Prophet of the Hills (obyczajowy); $100,000 (obyczajowy); The Toll of Youth (obyczajowy); Trickery (obyczajowy); From the Shadows (obyczajowy); Eleven to One (obyczajowy); Martin Lowe, Fixer (obyczajowy); According to Value (obyzcajowy).

#### pełnometrażowe
- 1914: The Dead End; Unjustly Accused (czas: 55'); The Spy (wojenny); The Opened Shutters (obyczajowy); Damon and Pythias (100')
- 1915: The Black Box (195')
- 1916: The Stronger Love (50').

### scenarzysta
Łącznie, na przestrzeni niemal 20 lat, pełnił tę funkcję w 42 produkcjach krótko- i pełnometrażowych.

#### krótkometrażowe
- 1913: Piraci (autor)
- 1914: The Link That Binds; A Page from Life
- 1915: Wolves of Society (czas: 20'); To Redeem an Oath; His Last Trick; The Pinch; When the Spider Tore Loose; $100,000 (10'); Fate's Alibi; Trickery; From the Shadows; Little Mr. Fixer; For His Superior's Honor; According to Value; Paternal Love; In the Grasp of the Law; Dr. Mason's Temptation (10').

#### pełnometrażowe
- 1914: Unjustly Accused (czas: 55')
- 1915: The Gentleman from Indiana (50'); Jane (50'); 10,000 Dollars
- 1916: The Code of Marcia Gray (50'); Grzechy jej rodzica (50')
- 1917: The Price of Silence (50'); Opowieść o dwóch miastach (70'); American Methods (60'); When a Man Sees Red (70'); Nędznicy (100'); Serce lwa (70'); The Kingdom of Love (50')
- 1918: The Blindness of Divorce (60'); Prawdziwy błękit (60'); Riders of the Purple Sage (57'); The Rainbow Trail (60')
- 1919: The Man Hunter (60')
- 1920: Madame X (70')
- 1922: Oliver Twist (98')
- 1923: Ashes of Vengeance (111'); Black Oxen (80')
- 1925: Sekret jej męża (70')
- 1931: The Age for Love (81').